# غراهام ميتشيل
غراهام ميتشيل (بالإنجليزية: Graham Mitchell)‏ (16 فبراير 1968 في المملكة المتحدة - ) هو لاعب كرة قدم بريطاني في مركز الدفاع. لعب مع برادفورد سيتي وريث روفرز وكارديف سيتي ونادي بورنموث وهدرسفيلد تاون ونادي هاليفاكس تاون وFarsley Celtic F.C. ‏ وFarsley Celtic F.C. ‏ ونادي كاودينبيث لكرة القدم ونادي برادفورد بارك أفنيو.

## وصلات خارجية
- غراهام ميتشيل على موقع قاعدة بيانات كرة القدم.إي يو (الإنجليزية)
- غراهام ميتشيل على موقع Soccerbase.com (لاعب) (الإنجليزية)